# Список чемпионов WWE 24/7
Эта статья о чемпионах современного чемпионства 24/7 WWE. Историю чемпионов аналогичного, упразднённого хардкорного чемпионата (1998–2002) годов см. Список чемпионов Хардкорного чемпионата WWE
Чемпион 24/7 WWE (англ. WWE 24/7 Championship) — Чемпионский титул в профессиональном реслинге, созданный и продвигаемый американским рестлинг-промоушеном World Wrestling Entertainment (WWE),. Чемпионат является межбрендовым и межполовым и любой участник с любой площадки WWE: будь то Raw, SmackDown, 205 Live, NXT, NXT UK, члены зала славы, а также любые гости имеющие отношение к WWE могут претендовать на чемпионство. Чемпионат имеет специальное правило защиты "24/7" по которому его защищают 7 дней в неделю, 24 часа подряд, в любое время, в любом месте, пока присутствует судья WWE. Из-за этого правила защиты везде, часто смена чемпиона происходит за пределами регулярных шоу WWE, а видео, размещают на сайте WWE, на официальном канале видеохостинга на YouTube и в социальных сетях. Данное правило похоже на то, что было в упразднённом ныне чемпионате Хардкорный чемпион WWE, в котором также было «правило 24/7». 9 ноября 2020 года в сегменте между несколькими рестрерами титул сменил 7 чемпионов за коротки промежуток времени. а всего смен прошло 10 раз. Bad Bunny является действующим чемпионом, держа титул в 1 раз. Он выиграла его удержав Акиру Тозаву в закулисном сегменте очередного выпуска Raw от 15 февраля 2021 года.
Титул был представлен 20 мая 2019 года на одном из эпизодов Raw, где Тайтус О’Нил стал первым чемпионом, выиграв в забеге, с участием нескольких других рестлеров. Первым чемпионом среди женщин стала Келли Келли удержав Джеральда Бриско после удара в пах. Возрождение были первой командой выигравшими титул и признанными сочемпионами. Чемпионат оспаривается как в матчах рестлинга, так и в других местах, в любом сегменте связаным с WWE, в том числе за пределами WWE.
За всё время поясом владел 48 чемпионов, двое из них были в команде. Один раз им владел Дрю Гулак но в образе Губблди Гукер что числится отдельным чемпионством, а всего смен владельца было 138 раз. R-Truth владел титулом 49 раз. Чемпионство Роба Гронковски является самым долгим за историю, продолжительностью в 68 либо 67 дней, обусловлено это тем что титул он завоевал на Рестлмании 36 которая записывалась два дня подряд 25 и 26 марта, а в какой день тот или иной сегмент был снят неизвестно. Самое же длительное комбинированное чемпионство в 361 либо 360 дней принадлежит R-Truthу. Обусловлено это тем что один из титулов он проиграл на Рестлмании 36 которая записывалась два дня подряд 25 и 26 марта, а в какой день тот или иной сегмент был снят неизвестно. Чемпионство Такера является самым коротким - 4 секунды. Самым возрастным чемпионом был Санта-Клаус, возраст которого в фольклоре описывают как более 1700 лет. Год рождения берётся от рождения Николая Чудотворца, ставшего прообразом Санты. Самым молодым был Bad Bunny, он выигрывал свой титул в возрасте 26 лет.

## История титула

### Действующий Чемпион 24/7
На 18 июля 2025 года действующий чемпион - Bad Bunny который держит титул Чемпиона 24/7 в первый раз.

### Список чемпионов
По состоянию на 18 июля 2025 года титулом владело сорок восемь чемпионов, двое в команде. Один раз им владел Дрю Гулак но в образе Губблди Гукер что числится отдельным чемпионством.

#### Чемпионы 2019 года
| №  | Рестлер                                  | Фото | Дата                  | Статистика | Статистика | Статистика | Город                                         | Шоу                          | Примечания | Ссылки             |
| №  | Рестлер                                  | Фото | Дата                  | К.Ч.       | Дней       | WWE        | Город                                         | Шоу                          | Примечания | Ссылки             |
| -- | ---------------------------------------- | ---- | --------------------- | ---------- | ---------- | ---------- | --------------------------------------------- | ---------------------------- | --- | ------------------ |
| 1  | Тайтус О’Нил                             |      | 20 мая 2019 года      | 1          | <1         | <1         | Олбани, Нью-Йорк, США                         | Raw                          | После представления чемпионства Мик Фоли положил титул в середине ринга и сказал, что тот, кто его заберёт первым, станет чемпионом. О’Нил стал первым чемпионом, победив Седрика Александра, Дрейка Маверика, EC3, Эрика Янга, Карла Андерсона, Люка Галлоуса, Моджо Роули и Ноу Вей Хосе. | [ 16 ] [ Прим. 1 ] |
| 2  | Роберт Руд                               |      | 20 мая 2019 года      | 1          | <1         | <1         | Олбани, Нью-Йорк, США                         | Raw                          | Провёл сворачивание Тайтусу О’Нилу на въездной рампе. | [ 16 ]             |
| 3  | R-Truth                                  |      | 20 мая 2019 года      | 1          | 8          | 7          | Олбани, Нью-Йорк, США                         | Raw                          | Провёл сворачивание Роберту Руду на стоянке арены. | [ 25 ]             |
| 4  | Элайас                                   |      | 28 мая 2019 года      | 1          | <1         | <1         | Талса, Оклахома, США                          | SmackDown Live               | R-Truth был удержан, после атаки на него со стороны Элайаса, Шейна и Дрю. Правило 24/7 было временно приостановлено до окончания запланированного матча команд, в котором участвовали Элайас и R-Truth.                                                                                     | [ 27 ]             |
| 5  | R-Truth                                  |      | 28 мая 2019 года      | 2          | 5          | 4          | Талса, Оклахома, США                          | SmackDown Live               | Элайас был удержан, после атаки на него со стороны Романа Рейнса. Приостановка Правило 24/7 была отменена. | [ 28 ]             |
| 6  | Джиндер Махал                            |      | 2 июня 2019 года      | 1          | <1         | <1         | N/A                                           | N/A                          | Провёл сворачивание R-Truthу на поле для гольфа. Трансляция была на оф. канале WWE на YouTube. | [ 30 ] [ 31 ]      |
| 7  | R-Truth                                  |      | 2 июня 2019 года      | 3          | 2          | 2          | N/A                                           | N/A                          | Провёл сворачивание Махалу на поле для гольфа. Трансляция была на оф. канале WWE на YouTube. | [ 30 ] [ 31 ]      |
| 8  | Элайас                                   |      | 4 июня 2019 года      | 2          | <1         | <1         | Ларедо, Техас, США                            | SmackDown Live               | Удержал R-Truthа в матче с «дровосеками». На матч Правило 24/7 было приостановлено. | [ 32 ]             |
| 9  | R-Truth                                  |      | 4 июня 2019 года      | 4          | 2          | 1          | Ларедо, Техас, США                            | SmackDown Live               | Сразу после победы все дровосеки напали на Элайаса. Он выкатился за ринг и залез под него, прячась от R-Truth. Новую смену чемпиона судья зафиксировал под рингом. Видео доступно на оф. канале WWE на YouTube.                                                                             | [ 32 ] [ 33 ]      |
| 10 | Джиндер Махал                            |      | 6 июня 2019 года      | 2          | <1         | <1         | Франкфурт, Гессен, Германия                   | N/A                          | Провёл сворачивание R-Truthу на взлётно-посадочной полосе, у входа в самолёт. Трансляция была на оф. канале WWE на YouTube. | [ 34 ] [ 35 ]      |
| 11 | R-Truth                                  |      | 6 июня 2019 года      | 5          | 12         | 12         | N/A                                           | N/A                          | Удержал спящего Махала в кресле самолёта, в небе над Красным морем, на высоте 11887 метрах. Трансляция была на оф. канале WWE на YouTube. | [ 36 ] [ 37 ]      |
| 12 | Дрейк Маверик                            |      | 18 июня 2019 года     | 1          | 2          | 2          | Онтэрио, Калифорния, США                      | SmackDown Live               | Маверик провёл сворачивание R-Truthу на парковке, будучи замаскированным под Кармеллу, в то время когда R-Truth пытался покинуть арену. | [ 39 ]             |
| 13 | R-Truth                                  |      | 20 июня 2019 года     | 6          | 4          | 3          | Орландо, Флорида, США                         | N/A                          | Провёл сворачивание Маверику на его собственной свадьбе. Трансляция была на оф. канале WWE на YouTube. | [ 40 ] [ 41 ]      |
| 14 | Хит Слейтер                              |      | 24 июня 2019 года     | 1          | <1         | <1         | Эверетт, Вашингтон, США                       | Raw                          | Удержал R-Truthа на ринге, когда тот убегал от других рестлеров. | [ 43 ]             |
| 15 | R-Truth                                  |      | 24 июня 2019 года     | 7          | <1         | <1         | Эверетт, Вашингтон США                        | Raw                          | Удержал Слейтера на ринге, когда тот убегал от других рестлеров. | [ 43 ]             |
| 16 | Седрик Александр                         |      | 24 июня 2019 года     | 1          | <1         | <1         | Эверетт, Вашингтон США                        | Raw                          | Удержал R-Truthа на ринге, подкравшись к нему сзади. | [ 43 ]             |
| 17 | EC3                                      |      | 24 июня 2019 года     | 1          | <1         | <1         | Эверетт, Вашингтон США                        | Raw                          | Удержал Седрика Александра возле ринга, когда тот убегал от других рестлеров. | [ 43 ]             |
| 18 | R-Truth                                  |      | 24 июня 2019 года     | 8          | 7          | 7          | Эверетт, Вашингтон, США                       | Raw                          | Кармелла забрала пояс у EC3 тем самым отвлекая его. R-Truth провёл сворачивание EC3 на въездной рампе. | [ 43 ]             |
| 19 | Дрейк Маверик                            |      | 1 июля 2019 года      | 2          | 14         | 13         | Даллас, Техас, США                            | Raw                          | Удержал R-Truthа за кулисами, ударив его сзади чемоданом, когда тот прятался от других рестлеров. | [ 46 ]             |
| 20 | R-Truth                                  |      | 15 июля 2019 года     | 9          | 7          | 6          | Юниондейл, Нью-Йорк, США                      | Raw                          | Удержал Маверика в гостиничном номере, в момент когда тот собирался уединиться с женой. Удержание получилось со второго раза, в первой попытке Маверик вырвался. | [ 47 ]             |
| 21 | Дрейк Маверик                            |      | 22 июля 2019 года     | 3          | <1         | <1         | Тампа, Флорида, США                           | Спец выпуск Raw Reunion      | Провёл сворачивание R-Truthу после того как его отвлекла жена Маверика | [ 3 ]              |
| 22 | Пат Паттерсон                            |      | 22 июля 2019 года     | 1          | <1         | <1         | Тампа, Флорида, США                           | Спец выпуск Raw Reunion      | Удержал Дрейка Маверика после того как тот убегая от Бугимена запнулся об чемодан. Паттерсон побил свой прошлый рекорд самого старого чемпиона, выиграв титул в 78 лет. | [ 3 ]              |
| 23 | Джеральд Бриско                          |      | 22 июля 2019 года     | 1          | <1         | <1         | Тампа, Флорида, США                           | Спец выпуск Raw Reunion      | Удержал Патта Патетерсона без операторской съёмки. | [ 3 ]              |
| 24 | Келли Келли                              |      | 22 июля 2019 года     | 1          | <1         | <1         | Тампа, Флорида, США                           | Спец выпуск Raw Reunion      | Удержала Джеральда Бриско и стала первой женщиной, которая владела этим титулом. Удержа Бриско, Келли Келли сделала титул межполовым. | [ 3 ] [ Прим. 2 ]  |
| 25 | Кэндис Мишель                            |      | 22 июля 2019 года     | 1          | <1         | <1         | Тампа, Флорида, США                           | Спец выпуск Raw Reunion      | Удержала Келли Келли с помощью Мелины которая была переодета в рефери. | [ 51 ]             |
| 26 | Алундра Блейз                            |      | 22 июля 2019 года     | 1          | <1         | <1         | Тампа, Флорида, США                           | Спец выпуск Raw Reunion      | Выиграла титул по болевому. Кэндис Мишель сдалась после удушающего. | [ 51 ]             |
| 27 | Тэд Дибиаси старший                      |      | 22 июля 2019 года     | 1          | <1         | <1         | Тампа, Флорида, США                           | Спец выпуск Raw Reunion      | Алундра хотела выбросить титул в мусорку, но её остановил Тэд Дибиаси, предложив купить у неё титул. Аландра согласилась и Дибиаси стал новым чемпионом. | [ 54 ]             |
| 28 | Дрейк Маверик                            |      | 22 июля 2019 года     | 4          | <1         | <1         | Тампа, Флорида, США                           | Спец выпуск Raw Reunion      | Удержал Тэда Дибиаси в лимузине. | [ 54 ]             |
| 29 | R-Truth                                  |      | 22 июля 2019 года     | 10         | 7          | 6          | Тампа, Флорида, США                           | Спец выпуск Raw Reunion      | Удержал Маверика, запрыгнул в лимузин и уехал с его женой в неизвестном направлении. Супруга Маверика пыталась удержать его от сворачивание, но Кармела помогла R-Truthу ударив ногой Маверика.                                                                                             | [ 54 ]             |
| 30 | Майк Канеллис                            |      | 29 июля 2019 года     | 1          | <1         | <1         | Литл-Рок, Арканзас, США                       | Raw                          | После смешанного командного матча с дровосеками, они напали на R-Truthа, в итоге с титулом ушёл Майк Канеллис. | [ 56 ] [ 57 ]      |
| 31 | Мария Канеллис                           |      | 29 июля 2019 года     | 1          | 7          | 6          | Литл-Рок, Арканзас, США                       | Raw                          | Майк Канеллис дал удержать себя жене. | [ 56 ]             |
| 32 | Майк Канеллис                            |      | 5 августа 2019 года   | 2          | <1         | <1         | N/A                                           | N/A                          | Майк удержал жену, обнимая её, когда она пришла проходить УЗИ, врачом оказалась рефери. | [ 59 ]             |
| 33 | R-Truth                                  |      | 5 августа 2019 года   | 11         | 7          | 7          | N/A                                           | N/A                          | R-Truth, переодетый в женщину был в зале ожидания вместе с Кармеллой. Успешно свернул и удержал Майка. | [ 59 ]             |
| 34 | Возрождение (Даш Уайлдер и Скотт Доусон) |      | 12 августа 2019 года  | 1          | <1         | <1         | Торонто, Онтарио, Канада                      | Raw                          | Вместе удержали R-Truthа и стали первыми сочемпионами, кто владел титулом вместе. | [ 62 ] [ Прим. 3 ] |
| 35 | R-Truth                                  |      | 12 августа 2019 года  | 12         | <1         | <1         | Торонто, Онтарио, Канада                      | Raw                          | Удержал Скота Доусона при помощи Кармеллы. | [ 62 ]             |
| 36 | Элайас                                   |      | 12 августа 2019 года  | 3          | 11         | 11         | Торонто, Онтарио, Канада                      | Raw                          | За кулисами ударил R-Truthа гитарой по спине и успешно удержал. | [ 62 ]             |
| 37 | R-Truth                                  |      | 23 августа 2019 года  | 13         | <1         | <1         | Лос-Анджелес, Калифорния, США                 | N/A                          | Подкрался сзади к Элаясу, когда он представлял свою песню на сцене, успешно удержал. | [ 63 ]             |
| 38 | Роб Стоун                                |      | 23 августа 2019 года  | 1          | <1         | <1         | Лос-Анджелес, Калифорния, США                 | N/A                          | Во время разговора с коллегами к ним вдруг присоединился R-Truth, который начал объяснять правила титула. В студии был рефери, который отсчитал удержание. | [ 65 ] [ Прим. 4 ] |
| 39 | Элайас                                   |      | 23 августа 2019 года  | 4          | 4          | 3          | Лос-Анджелес, Калифорния, США                 | N/A                          | Подкрался сзади к Робу и удержал его. Рейн Роба, в качестве чемпиона продлился всего 19 секунд. | [ 65 ]             |
| 40 | Дрейк Маверик                            |      | 27 августа 2019 года  | 5          | 7          | 7          | Батон-Руж, Луизиана, США                      | SmackDown Live               | После того как Кейвин Оуэнс провел станнер Элаясу, его попытался удержать R-Truth, но Дрейк Маверик скинул с ринга R-Truthа и сам удержал Элайаса. | [ 66 ]             |
| 41 | Бо Даллас                                |      | 3 сентября 2019 года  | 1          | <1         | <1         | Норфолк, Виргиния, США                        | SmackDown Live               | Успешно свернул Маверика за кулисами | [ 68 ] [ 69 ]      |
| 42 | Дрейк Маверик                            |      | 3 сентября 2019 года  | 6          | <1         | <1         | Норфолк, Виргиния, США                        | SmackDown Live               | Выиграл титул свернув Бо Далласа на ринге. | [ 68 ] [ 69 ]      |
| 43 | R-Truth                                  |      | 3 сентября 2019 года  | 14         | 6          | 5          | Норфолк, Виргиния, США                        | SmackDown Live               | Замасировался под декорацию около трона на рампе, подкрался сзади и удержал Маверика. | [ 68 ] [ 69 ]      |
| 44 | Энес Кантер                              |      | 9 сентября 2019 года  | 1          | <1         | <1         | Нью-Йорк, Нью-Йорк, США                       | Main Event                   | Во время интервью на ринге к нему выбежал R-Truth, после удара ладонью Энеса, он был удержан. | [ 72 ]             |
| 45 | R-Truth                                  |      | 9 сентября 2019 года  | 15         | 7          | 7          | Нью-Йорк, США                                 | Main Event                   | Успешно свернул Энеса. | [ 72 ]             |
| 46 | Гленн Джейкобс/Кейн                      |      | 16 сентября 2019 года | 1          | <1         | <1         | Ноксвилл, Теннесси, США                       | N/A                          | Во время осмотра R-Truthом баскетбольного поля вместе с мэром города Гленном Джейкобсом, сопровождавший полицейский, оказался рефери, заподозрив что-то неладное R-Truth попытался сбежать, но ударившись об декорацию был успешно удержан Джейкобсом.                                      | [ 74 ]             |
| 47 | R-Truth                                  |      | 16 сентября 2019 года | 16         | 4          | 3          | Ноксвилл, Теннесси, США                       | N/A                          | Во время приезда Гленна на арену, R-Truth был на крыше его лимузина. Успешно удержал Джейкобса. | [ 74 ]             |
| 48 | EC3                                      |      | 20 сентября 2019 года | 2          | <1         | <1         | Кесон-Сити, Манильская агломерация, Филиппины | House show                   | EC3 свернул R-Truthа, взяв второе недолгое чемпионство. | [ 75 ]             |
| 49 | R-Truth                                  |      | 20 сентября 2019 года | 17         | 1          | 1          | Кесон-Сити, Манильская агломерация, Филиппины | House show                   | Через несколько секунд после потери, R-Truth вернул себе титул. | [ 75 ]             |
| 50 | EC3                                      |      | 21 сентября 2019 года | 3          | <1         | <1         | Шанхай, Город центрального подчинения, Китай  | House show                   | После победы Чада Гейбла над EC3, на ринг вышел R-Truth, чтоб поздравить Гейбла с победой, но был свёрнут и успешно удержан EC3. | [ 75 ]             |
| 51 | R-Truth                                  |      | 21 сентября 2019 года | 18         | 1          | <1         | Шанхай, Город центрального подчинения, Китай  | House show                   | EC3 пытался убежать с титулом, но R-Truth вернул его на ринг, где Чад Гейбл, провёл немецкий Суплекс EC3 и R-Truth вернул себе титул. В роли рефери выступил Чад Гейбл. | [ 75 ]             |
| 52 | EC3                                      |      | 22 сентября 2019 года | 4          | <1         | <1         | Гонолулу, Гавайи, США                         | House show                   | Выиграл после успешного удержания. | [ 75 ]             |
| 53 | R-Truth                                  |      | 22 сентября 2019 года | 19         | 1          | 1          | Гонолулу, Гавайи, США                         | House show                   | Выиграл после успешного удержания. | [ 75 ]             |
| 54 | Кармелла                                 |      | 23 сентября 2019 года | 1          | 11         | 10         | Сан-Франциско, Калифорния, США                | Raw                          | Успешно свернула R-Truthа на ринге После победы к рингу начал выходить женский дивизион. Кармелла запрыгнула на спину к R-Truthу и он убежал вместе с ней. | [ 77 ]             |
| 55 | Marshmello                               |      | 4 октября 2019 года   | 1          | <1         | <1         | Лос-Анджелес, Калифорния, США                 | Спец выпуск 20 лет SmackDown | Споткнулся и упал на Кармеллу в закулисном сегменте. | [ 80 ]             |
| 56 | Кармелла                                 |      | 4 октября 2019 года   | 2          | 2          | 1          | Лос-Анджелес, Калифорния, США                 | Спец выпуск 20 лет SmackDown | Marshmello убегая, хотел уехать, но в машине был R-Truth в его маске. Кармелла так же в маске Marshmello свернула его забрав обратно титул. | [ 81 ]             |
| 57 | Тамина                                   |      | 6 октября 2019 года   | 1          | <1         | <1         | Сакраменто, Калифорния, США                   | Hell in a Cell (2019)        | Тамина забрала титул у Кармеллы в закулисном сегменте во время Hell in a Cell (2019). | [ 84 ]             |
| 58 | R-Truth                                  |      | 6 октября 2019 года   | 20         | 15         | 15         | Сакраменто, Калифорния, США                   | Hell in a Cell (2019)        | После удара от Кармеллы R-Truth забрал себе титул. | [ 84 ]             |
| 59 | Сунил Сингх                              |      | 21 октября 2019 года  | 1          | 10         | 9          | Кливленд, Огайо, США                          | Raw                          | R-Truthа отвлекал Самир Сингх и неожиданно появился Сунил, который успешно удержал R-Truthа. | [ 86 ]             |
| 60 | R-Truth                                  |      | 31 октября 2019 года  | 21         | <1         | <1         | Эр-Рияд, Эр-Рияд, Саудовская Аравия           | Crown Jewel (2019)           | Во время баттл рояла за претенденство сражаться с чемпионом США на этом же шоу, R-Truth после того как был выбит, ждал у ринга когда вылетит Сунил, и успешно удержал его. | [ 88 ]             |
| 61 | Самир Сингх                              |      | 31 октября 2019 года  | 1          | 18         | 18         | Эр-Рияд, Саудовская Аравия                    | Crown Jewel (2019)           | R-Truth убегая от Братьев Сингх врезался в закрытую дверь, после его свернул Самир Сингх. | [ 90 ]             |
| 62 | R-Truth                                  |      | 18 ноября 2019 года   | 22         | 1          | <1         | Бостон, Массачусетс, США                      | Raw Exclusive                | Самир Сингх, ожидающий получить врачебную помощь, приходит в кабинет, R-Truth и рефери притворились врачами, в итоге R-Truth избил Братьев, удержал Самира и стал новым чемпионом 24/7. | [ 91 ]             |
| 63 | Майкл Джакко                             |      | 19 ноября 2019 года   | 1          | <1         | <1         | Стамфорд, Коннектикут, США                    | N/A                          | R-Truth после интервью Чарли Карузо начал убегать, но врезался в стену. Майкл Джакко подбежал и удержал R-Truthа | [ 92 ]             |
| 64 | R-Truth                                  |      | 19 ноября 2019 года   | 23         | 13         | 13         | Стамфорд, Коннектикут, США                    | N/A                          | Майкл Джакко показывая спортивную подготовку корпоративных работников был застигнут врасплох и удержан. | [ 93 ]             |
| 65 | Кайл Буш                                 |      | 2 декабря 2019 года   | 1          | <1         | <1         | Нашвилл, Теннесси, США                        | Raw                          | Буш был на шоу как гость вместе с Майклом Уолтрипом, R-Truth убегая от ростера спрятался в зале возле них. Буш свернул R-Truthа а Майкл Уолтрип отстучал так как был в форме рефери. | [ 95 ]             |
| 66 | R-Truth                                  |      | 2 декабря 2019 года   | 24         | 20         | 19         | Нашвилл, Теннесси, США                        | Raw                          | Свернул Кайла Буша за кулисами когда тот делал селфи с поясом. | [ 96 ]             |
| 67 | Акира Тозава                             |      | 22 декабря 2019 года  | 1          | <1         | <1         | Нью-Йорк, США                                 | N/A                          | R-Truth искал место указанное в приглашении и написанное на японском Тозава подбежал и свернул. Данный сегмент был показан на Raw от 23 декабря. | [ 97 ]             |
| 68 | Санта-Клаус                              |      | 22 декабря 2019 года  | 1          | <1         | <1         | Нью-Йорк, США                                 | N/A                          | Акира Тозава убегая от R-Truthа подбежал к актёру в костюме Санты. Тот решил их помирить, а в итоге ударил и удержал Тозаву. Данный сегмент был показан на Raw от 23 декабря. | [ 97 ] [ Прим. 5 ] |
| 69 | R-Truth                                  |      | 22 декабря 2019 года  | 25         | 4          | 4          | Нью-Йорк, США                                 | N/A                          | Санта убегая от R-Truthа и Тозавы упал. R-Truth оттолкнул Тозаву и удержал Санту Данный сегмент был показан на Raw от 23 декабря. | [ 97 ]             |
| 70 | Самир Сингх                              |      | 26 декабря 2019 года  | 2          | <1         | <1         | Нью-Йорк, США                                 | House show                   | R-Truth проиграл в матче с гандикапом. | [ 98 ]             |
| 71 | Сунил Сингх                              |      | 26 декабря 2019 года  | 2          | <1         | <1         | Нью-Йорк, США                                 | House show                   | Самир удержал R-Truthа в матче с гандикапом. После победы тут же был удержан Сунилом | [ 98 ]             |
| 72 | R-Truth                                  |      | 26 декабря 2019 года  | 26         | 1          | <1         | Нью-Йорк, США                                 | House show                   | Проиграв в гандикап матче титул Самиру, отобрал его у Сунила, который незадолго отобрал его у Самира. | [ 98 ]             |
| 73 | Самир Сингх                              |      | 27 декабря 2019 года  | 3          | <1         | <1         | Питтсбург, Пенсильвания, США                  | House show                   | R-Truth проиграл в матче с гандикапом. | [ 99 ]             |
| 74 | Майк Ром                                 |      | 27 декабря 2019 года  | 1          | <1         | <1         | Питтсбург, Пенсильвания, США                  | House show                   | Майк Ром вышел взять интервью у Самира а в итоге свернул его. | [ 99 ]             |
| 75 | Сунил Сингх                              |      | 27 декабря 2019 года  | 3          | <1         | <1         | Питтсбург, Пенсильвания, США                  | House show                   | После того как Майк Ром свернул Самира, его тут де удержал Сунил | [ 99 ]             |
| 76 | R-Truth                                  |      | 27 декабря 2019 года  | 27         | 1          | <1         | Питтсбург, Пенсильвания, США                  | House show                   | После того как Сунил Сингх свернул Майка Рома, его тут де удержал R-Truth. | [ 99 ]             |
| 77 | Самир Сингх                              |      | 28 декабря 2019 года  | 4          | <1         | <1         | Балтимор, Мэриленд, США                       | House show                   | R-Truth проиграл в матче с гандикапом. | [ 101 ]            |
| 78 | R-Truth                                  |      | 28 декабря 2019 года  | 28         | 1          | <1         | Балтимор, Мэриленд, США                       | House show                   | На ринг выбежал второй рефери, один из рефери хотел забрать титул, в замешательства R-Truth вернул его себе. | [ 96 ]             |
| 79 | Сунил Сингх                              |      | 29 декабря 2019 года  | 4          | <1         | <1         | Херши, Пенсильвания, США                      | House show                   | R-Truth проиграл в матче с гандикапом. | [ 102 ]            |
| 80 | Самир Сингх                              |      | 29 декабря 2019 года  | 5          | <1         | <1         | Херши, Пенсильвания, США                      | House show                   | После победы Сунила над R-Truthом Самир свернул Сунила. | [ 102 ]            |
| 81 | R-Truth                                  |      | 29 декабря 2019 года  | 29         | 2          | 2          | Херши, Пенсильвания, США                      | House show                   | Проиграв в гандикап матче Сунилу, отобрал его у Самира, который незадолго отобрал его у Сунила. | [ 102 ]            |
| 82 | Моджо Роули                              |      | 31 декабря 2019 года  | 1          | <1         | <1         | Нью-Йорк, США                                 | Новый год на Fox             | Удержал R-Truthа, в роли рефери была Мария Менунос. | [ 104 ]            |
| 83 | R-Truth                                  |      | 31 декабря 2019 года  | 30         | 13         | 12         | Нью-Йорк, США                                 | Новый год на Fox             | После того, как Моджо Роули выиграл пояс, Элайас разбил об него гитару, позволив R-Truthу вернуть себе титул. | [ 104 ]            |

#### Чемпионы 2020 года
| №   | Рестлер          | Фото | Дата                  | Статистика | Статистика | Статистика | Город                     | Шоу                                 | Примечания | Ссылки                          |
| №   | Рестлер          | Фото | Дата                  | К.Ч.       | Дней       | WWE        | Город                     | Шоу                                 | Примечания | Ссылки                          |
| --- | ---------------- | ---- | --------------------- | ---------- | ---------- | ---------- | ------------------------- | ----------------------------------- | --- | ------------------------------- |
| 84  | Моджо Роули      |      | 13 января 2020 года   | 2          | 4          | 3          | Лексингтон, Кентукки, США | Raw                                 | R-Truth вышел в ринг во время речи Пола Хеймана прервав того. Брок Леснар атаковал его проведя "F5". Когда R-Truthу помогали уйти его атаковал Роули удержал и забрал титул.                                                                                                 | [ 105 ]                         |
| 85  | R-Truth          |      | 17 января 2020 года   | 31         | <1         | <1         | Лафейетт, Луизиана, США   | House show                          | Выиграл после успешного удержания. | [ 106 ]                         |
| 86  | Моджо Роули      |      | 17 января 2020 года   | 3          | 1          | <1         | Лафейетт, Луизиана, США   | House show                          | Забрал титул у R-Truth на House show и на нём ему же его и проиграл. | [ 106 ]                         |
| 87  | R-Truth          |      | 18 января 2020 года   | 32         | <1         | <1         | Джэксон, Миссисипи, США   | House show                          | Забрал титул у Моджо Роули на House show и на нём ему же его и проиграл. | [ 107 ]                         |
| 88  | Моджо Роули      |      | 18 января 2020 года   | 4          | 1          | <1         | Джэксон, Миссисипи, США   | House show                          | Выиграл после успешного удержания. | [ 107 ]                         |
| 89  | R-Truth          |      | 19 января 2020 года   | 33         | <1         | <1         | Топика, Канзас, США       | House show                          | Забрал титул у Моджо Роули на House show и на нём ему же его и проиграл. | [ 108 ]                         |
| 90  | Моджо Роули      |      | 19 января 2020 года   | 5          | 8          | 8          | Топика, Канзас, США       | House show                          | Выиграл после успешного удержания. | [ 108 ]                         |
| 91  | R-Truth          |      | 27 января 2020 года   | 34         | <1         | <1         | Сан-Антонио, Техас, США   | Raw                                 | Моджо Роули победил Ноу Вей Хосе в матче за Чемпионство WWE 24/7. Сразу после победы, на ринг выбежал R-Truth переодетый в клоуна и свернул Роули. | [ 109 ]                         |
| 92  | Моджо Роули      |      | 27 января 2020 года   | 6          | 14         | 13         | Сан-Антонио, Техас, США   | Raw                                 | Риддик Мосс преградил путь отхода R-Truthу и Моджо Роули провёл ему свой финишёр, вернув ранее потерянный титул. | [ 109 ]                         |
| 93  | Риддик Мосс      |      | 10 февраля 2020 года  | 1          | 41         | 40         | Онтэрио, Калифорния, США  | Raw                                 | Риддик Мосс и Моджо Роули проиграли в командном матче Street Profits. Сразу после поражения Мосс свернул Роули. | [ 110 ]                         |
| 94  | R-Truth          |      | 22 марта 2020 года    | 35         | 4/3        | 13         | N/A                       | N/A                                 | Риддик Мосс проводил пробежку, когда к нему подъехал авто, с рефери в качестве водителя. Мосс стал оглядываться ища соперника. В это время их багажника машины вылез R-Truth, после чего успешно свернул Мосса. Видео доступно на оф. канале WWE на YouTube и сайте wwe.com. | [ 111 ] [ Прим. 6 ]             |
| 95  | Моджо Роули      |      | 25/26 марта 2020 года | 7          | <1/1       | <1         | Орландо, Флорида, США     | Рестлмания 36 1 ночь                | R-Truth разговаривал с Моджо Роули и Робом Гронковски в зоне ведущего Рестлмании 36. Роб ударил его и хотел удержать, но Моджо Роули оттолкнул его и сам удержал. | [ 112 ] [ Прим. 7 ] [ Прим. 8 ] |
| 96  | Роб Гронковски   |      | 25/26 марта 2020 года | 1          | 68/67      | 57         | Орландо, Флорида, США     | Рестлмания 36 2 ночь                | Моджо Роули убегал от рестлеров желающих отобрать у него титул. Под зоной ведущего завязалась драка. Роб пригнул на них сверху сбив всех с ног, а после удержал Роули. | [ 114 ] [ Прим. 7 ] [ Прим. 9 ] |
| 97  | R-Truth          |      | 1 июня 2020 года      | 36         | 16         | 21         | N/A                       | N/A                                 | Роб Гронковски вышел с титулом снять видео для TikTok. R-Truth замаскировавшись под садовника подбежал к нему и свернул его. Оператор державший смартфон был одет в форму судьи. Трансляция была на Raw от 1 июня 2020 года.                                                 | [ 115 ]                         |
| 98  | Акира Тозава     |      | 17 июня 2020 года     | 2          | 10         | 6          | Орландо, Флорида, США     | Raw                                 | R-Truth должен бы защищать титул против Акиры Тозавы. После того как на R-Truthа напал Бобби Лэшли, Тозав просто свернул и удержал его. Трансляция была 22 июня 2020 года.                                                                                                   | [ 116 ]                         |
| 99  | R-Truth          |      | 27 июня 2020 года     | 37         | 23         | 20         | Орландо, Флорида, США     | Raw                                 | Поединок один на один. Правило 24/7 было временно приостановлено. Трансляция была 29 июня 2020 года. | [ 117 ]                         |
| 100 | Шелтон Бенджамин |      | 20 июля 2020 года     | 1          | 14         | 14         | Орландо, Флорида, США     | Raw                                 | Смена чемпиона была в закулисном сегменте. | [ 119 ]                         |
| 101 | Акира Тозава     |      | 3 августа 2020 года   | 3          | <1         | 7          | Орландо, Флорида, США     | Raw                                 | Матч тройная угроза в котором принял участие R-Truth. Правило 24/7 было временно приостановлено. | [ 120 ]                         |
| 102 | R-Truth          |      | 3 августа 2020 года   | 38         | 10         | 6          | Орландо, Флорида, США     | Raw                                 | Свернул Тозаву замаскировавшись под одного из членов его команды. Трансляция была 10 августа 2020 года. | [ 121 ]                         |
| 103 | Шелтон Бенджамин |      | 13 августа 2020 года  | 2          | <1         | <1         | Орландо, Флорида, США     | Raw                                 | После массовой драке на ринге ударил R-Truthа, который убегал от других участников и удержал. Трансляция была 17 августа 2020 года. | [ 122 ]                         |
| 104 | Седрик Александр |      | 13 августа 2020 года  | 2          | <1         | <1         | Орландо, Флорида, США     | Raw                                 | Свернул Шелтона Бенджамина после того как тот был выбит из матча. Трансляция была 17 августа 2020 года. | [ 123 ]                         |
| 105 | Шелтон Бенджамин |      | 13 августа 2020 года  | 3          | 11         | 6          | Орландо, Флорида, США     | Raw                                 | Напал на Седрик сразу после матча последнего. Трансляция была 17 августа 2020 года. | [ 123 ]                         |
| 106 | Акира Тозава     |      | 24 августа 2020 года  | 4          | 7          | 7          | Орландо, Флорида, США     | Raw                                 | Фатальный четырёхсторонний матч в котором также принял участие R-Truth и Седрик Александр. Правило 24/7 было временно приостановлено. | [ 124 ]                         |
| 107 | R-Truth          |      | 31 августа 2020 года  | 39         | 27         | 26         | Орландо, Флорида, США     | N/A                                 | При въезде на парковку был остановлен судьёй WWE замаскированным под работника парковки. R-Truth подбежал и свернул его. Трансляция была на Raw от 31 августа. | [ 125 ]                         |
| 108 | Дрю Гулак        |      | 27 сентября 2020 года | 1          | <1         | <1         | Орландо, Флорида, США     | Clash of Champions (2020)           | Удержал R-Truthа на Clash of Champions (2020) в закулисном сегменте. | [ 127 ]                         |
| 109 | R-Truth          |      | 27 сентября 2020 года | 40         | 1          | 1          | Орландо, Флорида, США     | Clash of Champions (2020)           | Удержал Дрю Гулака на Clash of Champions (2020) в закулисном сегменте, во время интервью. | [ 127 ]                         |
| 110 | Акира Тозава     |      | 28 сентября 2020 года | 5          | <1         | <1         | Орландо, Флорида, США     | Raw                                 | Удержал R-Truthа в закулисном сегменте Raw. | [ 128 ]                         |
| 111 | Дрю Гулак        |      | 28 сентября 2020 года | 2          | <1         | <1         | Орландо, Флорида, США     | Raw                                 | Удержал Акиру Тозаву в закулисном сегменте Raw. Дрю Гулак был переодет в ниндзю, (помощник Тозавы), ударил его чемоданом и удержал. | [ 128 ]                         |
| 112 | R-Truth          |      | 28 сентября 2020 года | 41         | 7          | 6          | Орландо, Флорида, США     | Raw                                 | Удержал Дрю Гулака в закулисном сегменте Raw. R-Truth ударил его чемоданом и удержал. | [ 128 ]                         |
| 113 | Дрю Гулак        |      | 5 октября 2020 года   | 3          | <1         | <1         | Орландо, Флорида, США     | Raw                                 | R-Truthа размышлял в слух, когда к нему подошёл рефери. R-Truth увернулся от удара Дрю Гулака переодетого как уборщик, решив убежать запнулся и упал после чего Гулак удержал его.                                                                                           | [ 129 ]                         |
| 114 | R-Truth          |      | 5 октября 2020 года   | 42         | 28         | 28         | Орландо, Флорида, США     | Raw                                 | Дрю Гулак убегая, спрятался в подсобке у мусорного бака. Из него вылез R-Truth и рефери. Гулак убегая запнулся о другой мусорный бак в котором прятался Акира Тозава. После все троя оказались в мусорном баке победителем из потасовки вышел R-Truth.                       | [ 130 ]                         |
| 115 | Дрю Гулак        |      | 2 ноября 2020 года    | 4          | 7          | 6          | Орландо, Флорида, США     | Raw                                 | После проигрыша R-Truthа от Бобби Лэшли, выбежал Гулак и хотел его удержать. Лэшли избил Гулака и положил на лежащего R-Truthа. Рефери досчитал до трёх отдав 4-е чемпионство 24/7 Гулаку.                                                                                   | [ 131 ]                         |
| 116 | R-Truth          |      | 9 ноября 2020 года    | 43         | <1         | <1         | Орландо, Флорида, США     | Raw                                 | Группировка The Hurt Business избили за кулисами Дрю Гулака. R-Truth подкрался к нему когда все ушли и удержал. | [ 132 ]                         |
| 117 | Акира Тозава     |      | 9 ноября 2020 года    | 6          | <1         | <1         | Орландо, Флорида, США     | Raw                                 | R-Truthа окружили на ринге несколько человек и избили. После пока они дрались друг с другом Тозава удержал R-Truthа. | [ 133 ]                         |
| 118 | Эрик             |      | 9 ноября 2020 года    | 1          | <1         | <1         | Орландо, Флорида, США     | Raw                                 | После того как Тозава удержал R-Truthа, его тут же свернул Эрик. | [ 133 ]                         |
| 119 | Дрю Гулак        |      | 9 ноября 2020 года    | 5          | <1         | <1         | Орландо, Флорида, США     | Raw                                 | Свернув Акиру Тозаву Эрик решил уйти, но возле ринга был сам свёрнут и удержан Дрю Гулаком. | [ 133 ]                         |
| 120 | Такер            |      | 9 ноября 2020 года    | 1          | <1         | <1         | Орландо, Флорида, США     | Raw                                 | После того как Дрю Гулак удержал Эрика, он залез в ринг, где его свернул Такер. | [ 133 ] [ Прим. 10 ]            |
| 121 | Дрю Гулак        |      | 9 ноября 2020 года    | 6          | <1         | <1         | Орландо, Флорида, США     | Raw                                 | Проиграв титул сворачиванием Такеру, Дрю Гулак тут же не отпуская его перекатился и уже сам удержал его. | [ 133 ]                         |
| 122 | Такер            |      | 9 ноября 2020 года    | 2          | <1         | <1         | Орландо, Флорида, США     | Raw                                 | Проиграв титул сворачиванием Гулаку, Такер провёл тот же манёвр что Гулак секундами ранее, не отпуская его перекатился и сам удержал его. | [ 133 ]                         |
| 123 | Гран Металик     |      | 9 ноября 2020 года    | 1          | <1         | <1         | Орландо, Флорида, США     | Raw                                 | Свернув Гулака на него напали другие рестлеры, началась потасовка. В итоге, после прыжка с канатов на Такера Гран Металик удержал его. | [ 133 ]                         |
| 124 | Линсе Дорадо     |      | 9 ноября 2020 года    | 1          | <1         | <1         | Орландо, Флорида, США     | Raw                                 | Линсе Дорадо поздравляя Гран Металика с победой сам свернул его. | [ 133 ]                         |
| 125 | R-Truth          |      | 9 ноября 2020 года    | 44         | 13         | 12         | Орландо, Флорида, США     | Raw                                 | Линсе Дорадо и Гран Металик начали спорить зачем Дорадо свернул Металика. R-Truth толкнул Дорадо на Металика и тот вылетел за ринг, после провёл приём на Дорадо и удержал его.                                                                                              | [ 133 ]                         |
| 126 | Губблди Гукер    |      | 22 ноября 2020 года   | 1          | <1         | <1         | Орландо, Флорида, США     | Survivor Series (2020)              | Подошёл к стойке с коментаторами где был R-Truth. Во время небольшой потасовки R-Truthа с Акирой Тозавой воспользовался моментом и свернул R-Truthа. | [ 138 ] [ Прим. 11 ]            |
| 127 | Акира Тозава     |      | 22 ноября 2020 года   | 7          | <1         | <1         | Орландо, Флорида, США     | Survivor Series (2020)              | Губблди Гукер увидел горсть птичьего корма и начал радоваться. Из контейнера вылез Акира Тозава и свернул его, в роли судьи выступил ниндзя Тозавы Смена чемпиона была в закулисном сегменте.                                                                                | [ 139 ]                         |
| 128 | R-Truth          |      | 22 ноября 2020 года   | 45         | 39         | 39         | Орландо, Флорида, США     | Survivor Series (2020)              | R-Truth ударил Акиру Тозаву пакетом с птичьим кормом и удержал его. В роли судьи был ниндзя Тозавы которого он заставил отстучать. | [ 139 ]                         |
| 129 | Анхель Гарза     |      | 31 декабря 2020 года  | 1          | 4          | 4          | N/A                       | Новогодняя вечеринка в эфире TikTok | Анхель Гарза с розой в руках разговаривал с Ланой. Подошли Новый день и R-Truth и начали чудить. После того как к ним подошёл судья Анхель Гарза свернул R-Truthа. | [ 141 ]                         |

#### Чемпионы 2021 года
| №   | Рестлер         | Фото | Дата                 | Статистика | Статистика | Статистика | Город                         | Шоу                         | Примечания | Ссылки               |
| №   | Рестлер         | Фото | Дата                 | К.Ч.       | Дней       | WWE        | Город                         | Шоу                         | Примечания | Ссылки               |
| --- | --------------- | ---- | -------------------- | ---------- | ---------- | ---------- | ----------------------------- | --------------------------- | --- | -------------------- |
| 130 | R-Truth         |      | 4 января 2021 года   | 46         | 27         | 26         | Сент-Питерсберг, Флорида, США | Спец выпуск Raw Ночь легенд | Анхеля Гарзу напугал Бугимен после этого его свернул R-Truth. Смена чемпиона была в закулисном сегменте.                                    | [ 143 ]              |
| 131 | Алисия Фокс     |      | 31 января 2021 года  | 1          | <1         | <1         | Сент-Питерсберг, Флорида, США | Королевская битва (2021)    | R-Truth вышел не на ту «королевскую битву» и поднялся на ринг. Алисия Фокс удерживает его и стала новой чемпионкой.                         | [ 146 ]              |
| 132 | R-Truth         |      | 31 января 2021 года  | 47         | <1         | <1         | Сент-Питерсберг, Флорида, США | Королевская битва (2021)    | Как только Алисия Фокс вылетела из «королевской битвы» R-Truth вернул себе титул                                                            | [ 146 ]              |
| 133 | Питер Розенберг |      | 31 января 2021 года  | 1          | 1          | <1         | Сент-Питерсберг, Флорида, США | Королевская битва (2021)    | Был участником дискуссии на шоу Королевская битва (2021). Уличил момент и удержал R-Truthа.                                                 | [ 146 ]              |
| 134 | R-Truth         |      | 1 февраля 2021 года  | 48         | 5          | 4          | Сент-Питерсберг, Флорида, США | Шоу Майкла Кея              | На следующий день в номере отеля, в прямом эфире, на шоу YES Network R-Truth вернул себе титул.                                             | [ 147 ]              |
| 135 | Дуг Флути       |      | 6 февраля 2021 года  | 1          | <1         | <1         | Клируотер Флорида США         | Флаг-футбол Celebrity 2021  | На пляже, во время игры Дуг Флути свернул R-Truthа. Транслировалась на ESPNews.                                                             | [ 149 ]              |
| 136 | R-Truth         |      | 6 февраля 2021 года  | 49         | 9          | 8          | Клируотер Флорида США         | Флаг-футбол Celebrity 2021  | После потери титула на игре Флаг-футбол, R-Truth вернул его немногим позже свернув Дуг Флути. Транслировалась на ESPNews.                   | [ 149 ]              |
| 137 | Акира Тозава    |      | 15 февраля 2021 года | 8          | <1         | <1         | Сент-Питерсберг, Флорида, США | Raw                         | Удержал R-Truthа в закулисном сегменте Raw.                                                                                                 | [ 150 ]              |
| 138 | Bad Bunny       |      | 15 февраля 2021 года | 1          | 1614+      | 1614+      | Сент-Питерсберг, Флорида, США | Raw                         | Дамиан Прист ударил Акиру Тозаву об складские ящики и сказал Bad Bunny чтоб тот его удержал. Смена чемпиона была в закулисном сегменте Raw. | [ 150 ] [ Прим. 12 ] |

### По количеству дней владения титулом
[[Файл:R-Truth in April 2016 .jpg|right|right|thumb|200px|

[[Файл:190326-D-SW162-1977 (46564316465).jpg|right|right|thumb|200px|
| Символ | Значение                                       |
| ------ | ---------------------------------------------- |
| X+     | Действующий(ая)(ие) чемпион(ка)(ы)             |
| <1     | Чемпионы, которые владели титулом меньше суток |

На 18 июля 2025 года
| №  | Рестлер Команда и Группировка           | Чемпионских титулов | Количество дней владения титулом | Количество дней владения титулом |
| №  | Рестлер Команда и Группировка           | Чемпионских титулов | C даты завоевания                | Признанные федерацией            |
| -- | --------------------------------------- | ------------------- | -------------------------------- | -------------------------------- |
| 1  | R-Truth                                 | 49                  | 361/3601                         | 347                              |
| 2  | Роб Гронковски                          | 1                   | 68/672                           | 57                               |
| 3  | Риддик Мосс                             | 1                   | 41                               | 40                               |
| 4  | Моджо Роули                             | 7                   | 29/283                           | 24                               |
| 5  | Шелтон Бенджамин                        | 3                   | 25                               | 20                               |
| 6  | Дрейк Маверик                           | 6                   | 23                               | 22                               |
| 7  | Самир Сингх                             | 5                   | 18                               | 18                               |
| 8  | Акира Тозава                            | 8                   | 17                               | 20                               |
| 9  | Элайас                                  | 4                   | 15                               | 14                               |
| 10 | Кармелла                                | 2                   | 13                               | 11                               |
| 11 | Сунил Сингх                             | 4                   | 10                               | 9                                |
| 12 | Дрю Гулак                               | 6                   | 7                                | 6                                |
| 13 | Мария Канеллис                          | 1                   | 7                                | 6                                |
| 14 | Bad Bunny                               | 1                   | 1614+                            | 1614+                            |
| 15 | Анхель Гарза                            | 1                   | 4                                | 4                                |
| 16 | Питер Розенберг                         | 1                   | 1                                | <1                               |
| 17 | EC3                                     | 4                   | <1                               | <1                               |
| 17 | Джиндер Махал                           | 2                   | <1                               | <1                               |
| 17 | Майк Канеллис                           | 2                   | <1                               | <1                               |
| 17 | Седрик Александр                        | 2                   | <1                               | <1                               |
| 17 | Такер                                   | 2                   | <1                               | <1                               |
| 17 | Алисия Фокс                             | 1                   | <1                               | <1                               |
| 17 | Алундра Блейз                           | 1                   | <1                               | <1                               |
| 17 | Бо Даллас                               | 1                   | <1                               | <1                               |
| 17 | Гленн Джейкобс/Кейн                     | 1                   | <1                               | <1                               |
| 17 | Гран Металик                            | 1                   | <1                               | <1                               |
| 17 | Губблди Гукер                           | 14                  | <1                               | <1                               |
| 17 | Дуг Флути                               | 1                   | <1                               | <1                               |
| 17 | Кайл Буш                                | 1                   | <1                               | <1                               |
| 17 | Келли Келли                             | 1                   | <1                               | <1                               |
| 17 | Кэндис Мишель                           | 1                   | <1                               | <1                               |
| 17 | Линсе Дорадо                            | 1                   | <1                               | <1                               |
| 17 | Майкл Джакко                            | 1                   | <1                               | <1                               |
| 17 | Майк Ром                                | 1                   | <1                               | <1                               |
| 17 | Роб Стоун                               | 1                   | <1                               | <1                               |
| 17 | Тайтус О’Нил                            | 1                   | <1                               | <1                               |
| 17 | Тамина                                  | 1                   | <1                               | <1                               |
| 17 | Роберт Руд                              | 1                   | <1                               | <1                               |
| 17 | Санта-Клаус                             | 1                   | <1                               | <1                               |
| 17 | Хит Слейтер                             | 1                   | <1                               | <1                               |
| 17 | Пат Паттерсон                           | 1                   | <1                               | <1                               |
| 17 | Джеральд Бриско                         | 1                   | <1                               | <1                               |
| 17 | Тэд Дибиаси старший                     | 1                   | <1                               | <1                               |
| 17 | Энес Кантер                             | 1                   | <1                               | <1                               |
| 17 | Эрик                                    | 1                   | <1                               | <1                               |
| 17 | Возрождение (Даш Уайлдер и Скотт Доусон | 1                   | <1                               | <1                               |
| 17 | Marshmello                              | 1                   | <1                               | <1                               |

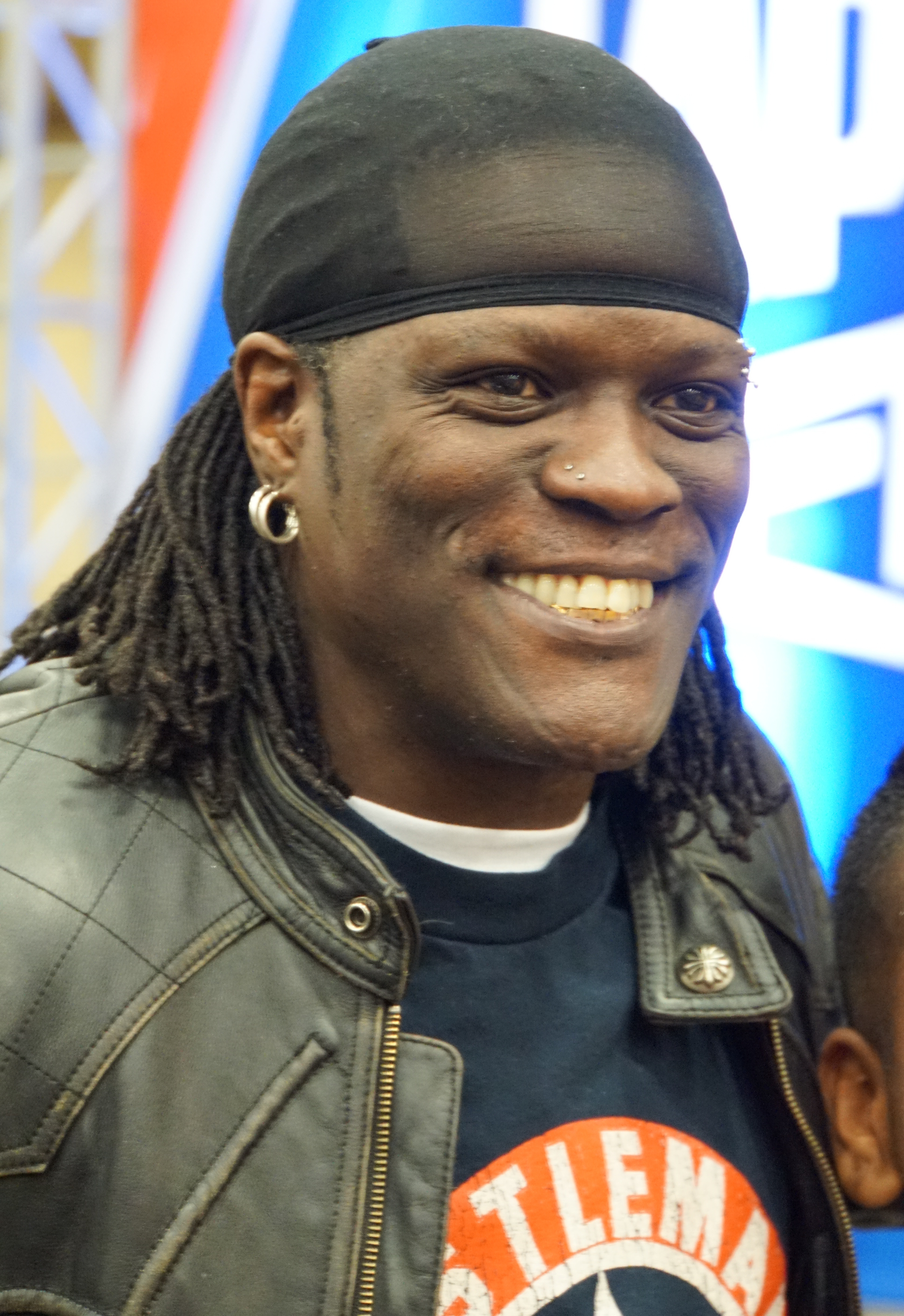
Center|R-Truth, 49-кратный, самый длительный Чемпион 24/7 на данный момент.

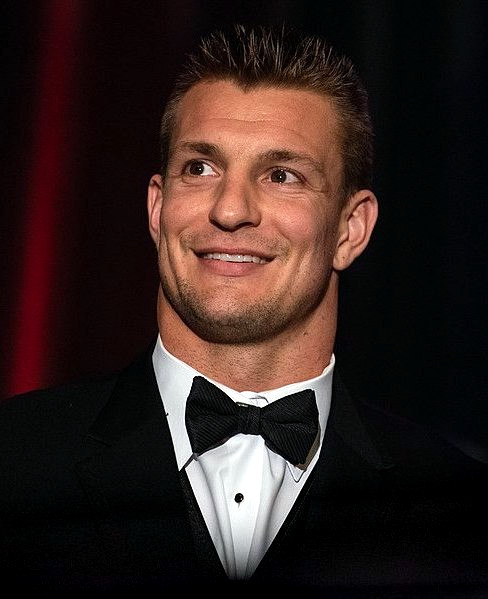
Center|Роб Гронковски, самый длительный единовременный Чемпион 24/7 на данный момент.

1. ↑  Записи сюжетов для Рестлмании 36 состоялись 25 и 26 марта, поэтому точно сколько владел титулом чемпион в момент 35 чемпионства 4 или 3 дня неизвестно.
2. ↑  Записи сюжетов для Рестлмании 36 состоялись 25 и 26 марта, поэтому точно сколько владел титулом чемпион 68 или 67 дней неизвестно.
3. ↑  Записи сюжетов для Рестлмании 36 состоялись 25 и 26 марта, поэтому точно сколько владел титулом чемпион в момент 7 чемпионства 1 день или менее дня неизвестно.
4. ↑  В костюме Губблди Гукер был Дрю Гулак. WWE не признают за ним 7 чемпионства, чемпионом был именно персонаж Губблди Гукер